# Finziade
Finziade (in greco antico: Φιντιάς?, Phintias) fu l'ultima colonia dell'Antica Grecia situata sulla costa meridionale della Sicilia, nell'odierno territorio di Licata, comune italiano del libero consorzio comunale di Agrigento.

## Storia

### Età ellenistica
Fondata nel 282 a.C. da Finzia, tiranno di Akragas, si tratta dell'ultima fondazione greca di Sicilia. Della sua costruzione lasciò testimonianza Diodoro Siculo:
Il tiranno, pertanto, dopo aver distrutto la polis di Gela, ne deportò gli abitanti nella città di nuova fondazione, che da lui prese nome. Nel 310 a.C. nei dintorni della città si svolse la battaglia del monte Ecnomo nella quale Agatocle venne battuto dai Cartaginesi e la città cadde nelle loro mani. Fu liberata nel corso della prima guerra punica dai Romani in seguito alla Battaglia di Capo Ecnomo, nella quale la flotta romana di Marco Atilio Regolo, sconfisse quella cartaginese. La battaglia fu definita da Publio "la più grande battaglia navale" dell'antichità per uomini e imbarcazioni coinvolte. Sotto i romani Finziade divenne un'importante emporio commerciale grazie alla sua vicinanza alle coste africane e ai continui collegamenti con Halaesa, città della costa nord tirrenica.

### Età romana
La città è menzionata come Phintia da Cicerone nell'actio secunda in Verrem:

### Fonti primarie
- Diodoro Siculo, Bibliotheca historica
- Marco Tullio Cicerone, In Verrem

### Fonti secondarie
- Gioacchino Francesco La Torre, Finziade. L'ultima fondazione greca di Sicilia. Guida agli scavi di Monte Sant'Angelo di Licata, Palermo, Regione Siciliana, 2008, ISBN 978-88-6164-023-8.
- Gioacchino Francesco La Torre, Fabrizio Mollo (a cura di), Finziade I. Scavi sul Monte Sant'Angelo di Licata (2003-2005), «Archaeologica 172», Giorgio Bretschneider Editore, Roma 2013, ISBN 978-88-7689-279-0.